# جون دويتش
جون دويتش (بالإنجليزية: John M. Deutch) (و. 1938 – م) هو سياسي، وبروفيسور (أستاذ جامعي)، وكيميائي من الولايات المتحدة الأمريكية ولد في إقليم بروكسل العاصمة.

## التعليم
تعلم في معهد ماساتشوستس للتقنية.

## روابط خارجية
- جون دويتش على موقع الموسوعة البريطانية (الإنجليزية)
- جون دويتش على موقع مونزينجر (الألمانية)
- جون دويتش على موقع إن إن دي بي (الإنجليزية)